# Ларинское сельское поселение (Волгоградская область)
Ла́ринское се́льское поселе́ние — муниципальное образование (сельское поселение) в составе Алексеевского района Волгоградской области.
Административный центр — хутор Ларинский.
Глава Алексеевского сельского поселения — Афанасьев Николай Александрович.

## География
Поселение расположено в центре Алексеевского района.
Граничит с:
- на западе и севере — с Алексеевским сельским поселением
- на востоке — с Краснооктябрьским сельским поселением
- на юго-востоке — с Солонцовским сельским поселением
- на юге — с Усть-Бузулукским сельским поселением

Бузулук впадает в Хопёр.

## Население
| 2010 | 2012 | 2013 | 2014 | 2015 | 2016 | 2017 |
| ---- | ---- | ---- | ---- | ---- | ---- | ---- |
| 828  | ↘808 | ↘785 | ↘757 | ↘740 | ↗744 | ↗745 |
| 2018 | 2019 | 2020 | 2021 |      |      |      |
| ↘718 | ↘714 | ↘713 | ↘700 |      |      |      |

## Административное деление
Код ОКАТО — 18 202 816 000
Код ОКТМО — 18 602 416
На территории поселения находятся 2 хутора.
| Название    | ОКАТО          | Тип населённого пункта        | Население, чел. |
| ----------- | -------------- | ----------------------------- | --------------- |
| Ларинский   | 18 202 816 001 | хутор, административный центр | 647             |
| Чечеровский | 18 202 816 002 | хутор                         | 181             |

## Власть
В соответствии с Законом Волгоградской области от 18 ноября 2005 г. N 1120-ОД «Об установлении наименований органов местного самоуправления в Волгоградской области», в Ларинском сельском поселении установлена следующая система и наименования органов местного самоуправления:
- Дума Ларинского сельского поселения (11 октября 2009 года избран второй созыв)
численность (первого созыва) — 8 депутатов[15]
избирательная система — мажоритарная, один многомандатный избирательный округ.
- Глава Ларинского сельского поселения — Афанасьев Николай Александрович (избран 11 октября 2009 года)[3]
- Администрация Ларинского сельского поселения